# سولارولو
سولارولو (به ایتالیایی: Solarolo) یک کومونه در ایتالیا است که در استان راونا واقع شده‌است.

## خصوصیات
سولارولو ۲۶٫۳ کیلومترمربع مساحت و ۴٬۲۵۶ نفر جمعیت دارد.

## خواهرخوانده
شهرهای Kirchheim am Ries و Rhêmes-Notre-Dame خواهرخوانده‌های سولارولو هستند.